# Secció de bàsquet del Futbol Club Barcelona Plantilla 2018-2019
La Plantilla de bàsquet del Futbol Club Barcelona, era formada pels següents jugadors:
| FC Barcelona - Plantilla 2018-2019 |                 |            |               |            |
| Núm.                               | Jugador         | Posició    | Nacionalitat  | Alçada (m) |
| 9                                  | Jaka Blažič     | Aler       | Eslovènia     | 1,96       |
| 30                                 | Víctor Claver   | Aler       | País Valencià | 2,07       |
| 8                                  | Adam Hanga      | Aler       | Hongria       | 1,99       |
| 13                                 | Thomas Heurtel  | Base       | França        | 1,89       |
| 24                                 | Kyle Kuric      | Escorta    | Eslovàquia    | 1,93       |
| 18                                 | Pierre Oriola   | Aler pivot | Catalunya     | 2,06       |
| 3                                  | Kevin Pangos    | Base       | Canadà        | 1,85       |
| 14                                 | Artem Pustoví   | Pivot      | Ucraïna       | 2,18       |
| 5                                  | Pau RIbas       | Escorta    | Catalunya     | 1,94       |
| 1                                  | Kevin Séraphin  | Pivot      | França        | 2,06       |
| 6                                  | Chris Singleton | Aler pivot | Estats Units  | 2,06       |
| 10                                 | Rolands Šmits   | Aler pivot | Letònia       | 2,07       |
| 44                                 | Ante Tomić      | Pivot      | Croàcia       | 2,17       |

- Cos tècnic:
  -  Svetislav Pešić (1r entrenador)
  -  Ricard Casas,  David García,  Òscar Orellana (entrenadors assistents)
  -  Toni Caparrós (preparador físic)
  -  Dr. Gil Rodas (metge)
  -  Xavier Montolio (delegat)
  -  Toni Bové (fisioterapeuta)
  -  Eduard Torrent (massatgista)